# Eccellenza Toscana 1998-1999
Il campionato italiano di calcio di Eccellenza regionale 1998-1999 è stato l'ottavo organizzato in Italia. Rappresenta il sesto livello del calcio italiano.
Questo è il campionato regionale della regione Toscana.

## Girone A

### Squadre partecipanti
| Squadra                 | Città                      |
| ----------------------- | -------------------------- |
| A.C. Alabastri Volterra | Volterra (PI)              |
| Armando Picchi Calcio   | Livorno (LI)               |
| U.S. Aurora Pitigliano  | Pitigliano (GR)            |
| A.S. Badesse            | Monteriggioni (SI)         |
| Pol. Cappiano Romaiano  | Ponte a Cappiano (FI)      |
| A.S. Cecina             | Cecina (LI)                |
| S.C. Cerretese          | Cerreto Guidi (FI)         |
| A.S. Cuoio Pelli        | Santa Croce sull'Arno (PI) |
| U.S. Forte dei Marmi    | Forte dei Marmi (LU)       |
| U.S. Fucecchio 1903     | Fucecchio (FI)             |
| U.S. Isola d'Elba       | Capoliveri (LI)            |
| A.S. Montale            | Montale (PT)               |
| A.C. Montecalvoli       | Montecalvoli (PI)          |
| F.C. Montecatini Calcio | Montecatini Terme (PT)     |
| A.C. Montemurlo         | Montemurlo (PO)            |
| A.S. Porcarimontecarlo  | Porcari (LU)               |

### Classifica finale
|  | Pos. | Squadra            | Pt | G  | V  | N  | P  | GF | GS | DR  |
|  | ---- | ------------------ | -- | -- | -- | -- | -- | -- | -- | --- |
|  | 1.   | Cerretese          | 52 | 30 | 13 | 13 | 4  | 48 | 35 | +13 |
|  | 2.   | Fucecchio          | 45 | 30 | 11 | 12 | 7  | 38 | 31 | +7  |
|  | 3.   | Porcarimontecarlo  | 45 | 30 | 10 | 15 | 5  | 31 | 28 | +3  |
|  | 4.   | Isola d'Elba       | 41 | 30 | 9  | 14 | 7  | 39 | 37 | +2  |
|  | 5.   | Montecatini Terme  | 41 | 30 | 10 | 11 | 9  | 29 | 32 | -3  |
|  | 6.   | Montemurlo         | 39 | 30 | 10 | 9  | 11 | 34 | 30 | +4  |
|  | 7.   | Montale            | 39 | 30 | 9  | 12 | 9  | 30 | 28 | +2  |
|  | 8.   | Cecina             | 38 | 30 | 8  | 14 | 8  | 37 | 34 | +3  |
|  | 9.   | Armando Picchi     | 38 | 30 | 7  | 17 | 6  | 25 | 27 | -2  |
|  | 10.  | Forte dei Marmi    | 37 | 30 | 8  | 13 | 9  | 35 | 30 | +5  |
|  | 11.  | Badesse            | 36 | 30 | 8  | 12 | 10 | 37 | 48 | -11 |
|  | 12.  | Montecalvoli       | 36 | 30 | 8  | 12 | 10 | 29 | 31 | -2  |
|  | 13.  | Cappiano Romaiano  | 36 | 30 | 8  | 12 | 10 | 40 | 41 | -1  |
|  | 14.  | Alabastri Volterra | 36 | 30 | 8  | 12 | 10 | 36 | 35 | +1  |
|  | 15.  | Cuoio Pelli        | 31 | 30 | 6  | 13 | 11 | 31 | 37 | -6  |
|  | 16.  | Aurora Pitigliano  | 28 | 30 | 5  | 13 | 12 | 20 | 35 | -15 |

### Spareggi

#### Spareggio 2º posto
| Squadra 1 | Risultato | Squadra 2         |
| --------- | --------- | ----------------- |
| Fucecchio | 1 - 0     | Porcarimontecarlo |

| Larciano ??? 1999 | Fucecchio | 1 – 0 | Porcarimontecarlo |  |

#### Spareggio 13º posto
| Squadra 1         | Risultato       | Squadra 2          |
| ----------------- | --------------- | ------------------ |
| Cappiano Romaiano | ? - ? (4-3 dcr) | Alabastri Volterra |

| Cascina ??? 1999                             | Cappiano Romaiano    | ? – ? (d.t.s.) | Alabastri Volterra |  |
| \| \| \| \| \| \| Tiri di rigore 4 – 3 \| \| |                      |                |                    |  |
|                                              |                      |                |                    |  |
|                                              | Tiri di rigore 4 – 3 |                |                    |  |

## Girone B

### Squadre partecipanti
| Squadra                      | Città                      |
| ---------------------------- | -------------------------- |
| A.S. Barberino Mugello       | Barberino del Mugello (FI) |
| U.S. Castiglionese           | Castiglion Fiorentino (AR) |
| U.S. Cortona Camucia         | Cortona (AR)               |
| A.S. Figline                 | Figline Valdarno (FI)      |
| Pol. Firenze Ovest           | Firenze (FI)               |
| A.S. Fortis Juventus 1909    | Borgo San Lorenzo (FI)     |
| A.C. Lanciotto               | Campi Bisenzio (FI)        |
| A.C. Marino Mercato Subbiano | Subbiano (AR)              |
| Pol.Nuova Società Chiusi     | Chiusi (SI)                |
| A.C. Poppi                   | Poppi (AR)                 |
| G.S. San Quirico d'Orcia     | San Quirico d'Orcia (SI)   |
| A.C. Sansovino               | Monte San Savino (AR)      |
| A.C.V. Scandicci A.S.D.      | Scandicci (FI)             |
| U.C. Sinalunghese            | Sinalunga (SI)             |
| A.S. Vaiano Calcio           | Vaiano (PO)                |
| A.C. Valdema                 | Grassina (FI)              |

### Classifica finale
|  | Pos. | Squadra                 | Pt | G  | V  | N  | P  | GF | GS | DR  |
|  | ---- | ----------------------- | -- | -- | -- | -- | -- | -- | -- | --- |
|  | 1.   | Lanciotto               | 53 | 30 | 14 | 11 | 5  | 34 | 26 | +8  |
|  | 2.   | Castiglionese           | 51 | 30 | 15 | 6  | 9  | 40 | 31 | +9  |
|  | 3.   | Sinalunghese            | 48 | 30 | 13 | 9  | 8  | 42 | 34 | +8  |
|  | 4.   | Poppi                   | 47 | 30 | 13 | 8  | 9  | 33 | 23 | +10 |
|  | 5.   | Sansovino               | 46 | 30 | 12 | 10 | 8  | 34 | 28 | +6  |
|  | 6.   | Barberino Mugello       | 45 | 30 | 12 | 9  | 9  | 31 | 31 | 0   |
|  | 7.   | Valdema                 | 43 | 30 | 10 | 13 | 7  | 32 | 25 | +7  |
|  | 8.   | Marino Mercato Subbiano | 43 | 30 | 12 | 7  | 11 | 35 | 27 | +8  |
|  | 9.   | Fortis Juventus         | 38 | 30 | 9  | 11 | 10 | 31 | 37 | -6  |
|  | 10.  | Figline                 | 37 | 30 | 8  | 13 | 9  | 27 | 29 | -2  |
|  | 11.  | Nuova Società Chiusi    | 37 | 30 | 8  | 13 | 9  | 36 | 39 | -3  |
|  | 12.  | Firenze Ovest           | 36 | 30 | 8  | 12 | 10 | 41 | 39 | +2  |
|  | 13.  | Scandicci               | 35 | 30 | 7  | 14 | 9  | 27 | 29 | -2  |
|  | 14.  | Vaiano                  | 33 | 30 | 8  | 9  | 13 | 28 | 33 | -5  |
|  | 15.  | San Quirico d'Orcia     | 32 | 30 | 7  | 11 | 12 | 28 | 40 | -12 |
|  | 16.  | Cortona Camucia         | 14 | 30 | 2  | 8  | 20 | 27 | 55 | -28 |